# IBM Selectric

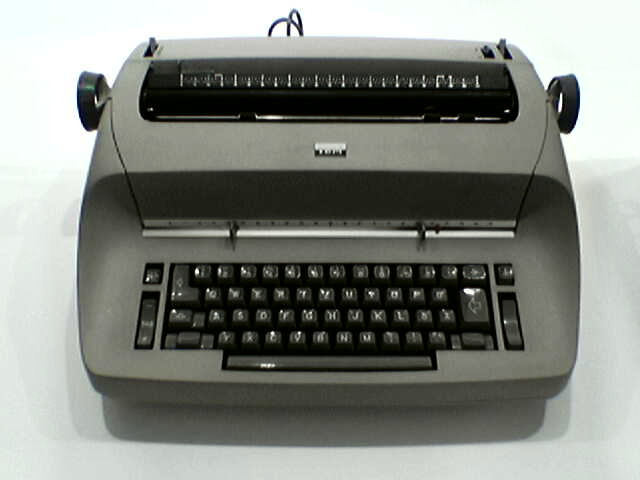
IBM Selectric I.

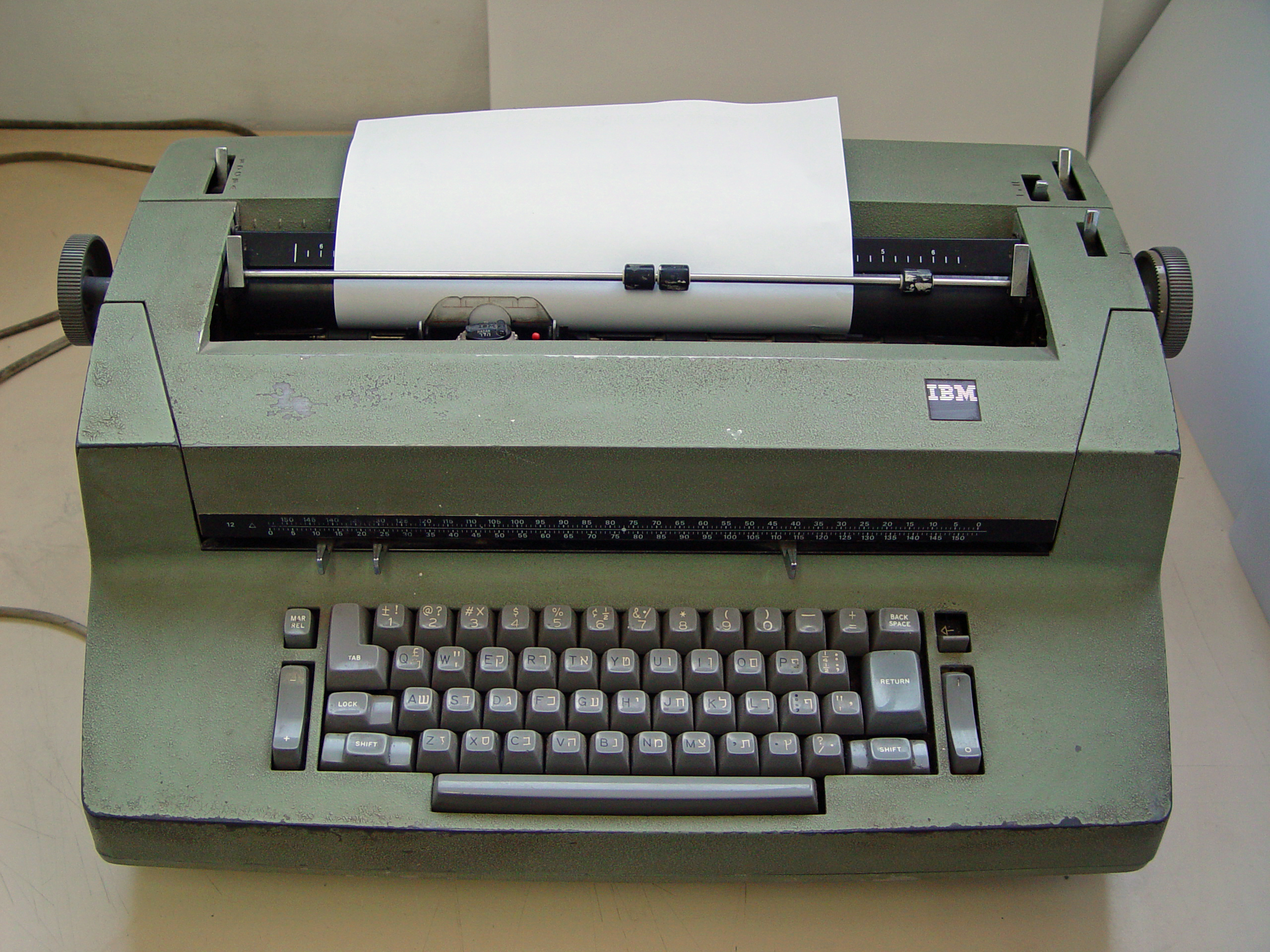
IBM Selectric II.

La màquina d'escriure IBM Selectric (coneguda també com a IBM de bola) és un influent disseny de màquina d'escriure elèctrica d'IBM. Va ser introduïda el 1961. Un fet molt important, que més tard IBM adaptaria al seu PC, va ser l'establiment d'un estàndard de teclats per part d'IBM per a tots els països.
En lloc de la clàssica "cistella" amb tipus pivotants, la Selectric tenia una bola, un element pivotant i rotatori (a vegades anomenada "bola de tipus") que es podia canviar per aplicar diferents tipografies dins del mateix document, ressuscitant una característica que havia estat pionera a la màquina d'escriure Blickensderfer, d'èxit moderat, seixanta anys abans. La Selectric també va reemplaçar el tradicional carro lliscant amb un corró per al paper que es mantenia fix mentre el mecanisme amb la bola de tipus i la cinta es movien a l'ample del paper.
Les Selectric i les seves descendents eventualment van capturar el 75 per cent del mercat nord-americà de màquines d'escriure elèctriques usades en oficines.

## Característiques i usos

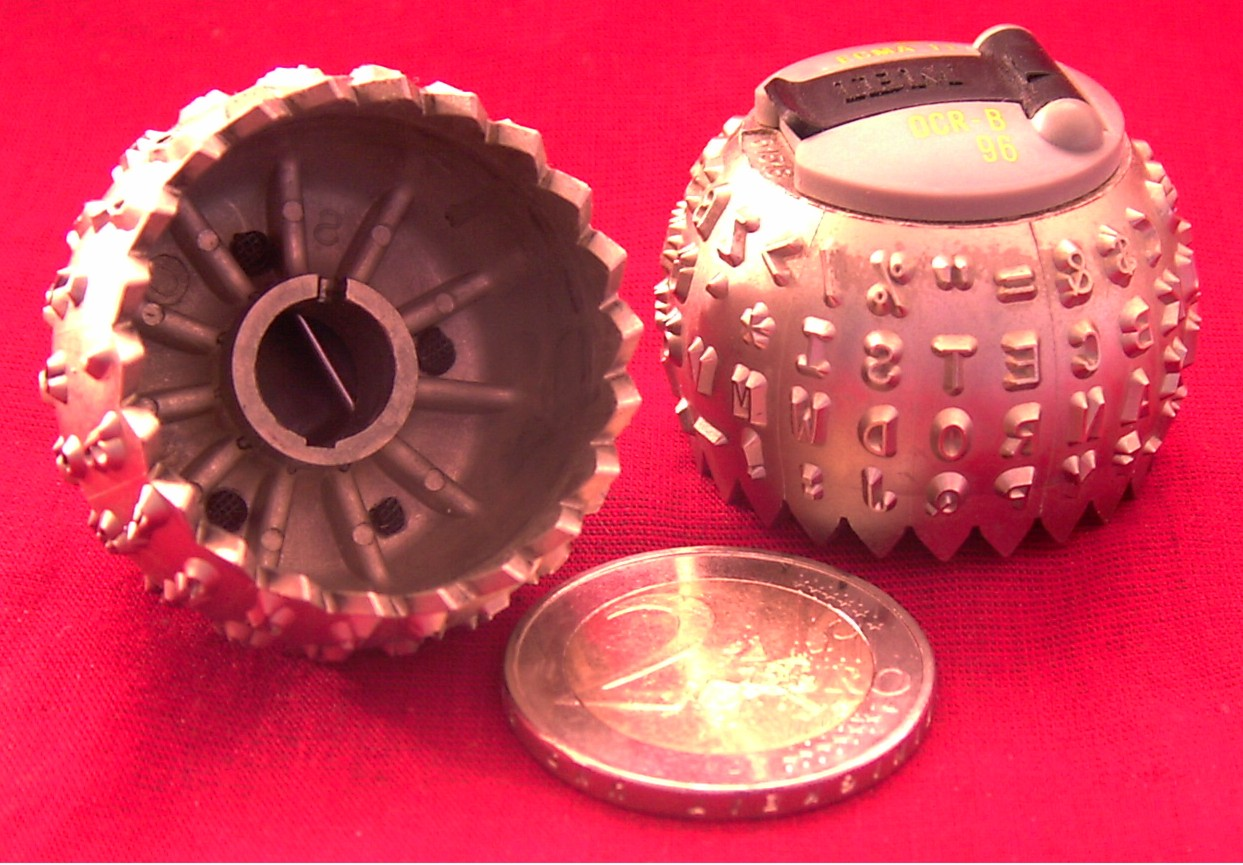
Boles de tipus IBM, cadascuna amel seu joc de caràcters.

L'habilitat de canviar les tipografies, combinada amb una aparença uniforme de la pàgina mecanografiada, va ser revolucionària, i va marcar l'inici de la autoedició. Més tard, els models amb doble espaiat (10/12) i la correcció amb cinta incorporada va ampliar la tendència encara més. Qualsevol dactilògraf podia produir un document prolix. Per 1966, es va llançar una versió completa de composició tipogràfica amb justificació i espaiat proporcional.
La possibilitat d'intercalar en el text caràcters llatins i grecs, amb símbols matemàtics van fer a la màquina especialment útil per als científics que escrivien manuscrits que incloïen fórmules matemàtiques. L'aspecte típic dels documents escrits en la Selectric és encara familiar per a qualsevol científic que llegeix les actes de congressos, monografies, tesi i altres coses d'aquesta època. (Mecanografiar documents matemàtics era molt laboriós abans de l'arribada del TeX i es va fer només per als llibres de text molt venuts i revistes de gran prestigi).
La màquina tenia una característica anomenada "Stroke Storage" ("emmagatzematge de cop", o "de mecanografia") que evitava que dues tecles es pressionessin simultàniament. Quan es pressionava una tecla, un intercalador, per sota de la palanca de la tecla, era empès cap avall dins d'un tub ranurat ple de petites boles de metall (anomenat el "tub compensador") i el ressort es comprimia. Aquestes boletes s'ajustaven de manera que deixaven espai horitzontal per a un sol intercalador cada vegada. Si el dactilogràfica pressionava dues tecles al mateix temps, ambdós intercalador es bloquejaven en no poder ingressar al tub. Pressionant dues tecles amb diferències de mil·lisegons permet al primer intercalador entrar al tub, disparant un embragatge que encaixa en un eix acanalat conduint l'intercalador horitzontalment fora del tub, permetent al segon intercalador entrar al tub alguns mil·lisegons més tard. Un cicle complet d'impressió dura 65 mil·lisegons, i aquesta característica d'emmagatzematge permet al mecanògraf pressionar tecles en forma més aleatòria i tot i així les lletres s'imprimeixen en l'ordre correcte. El moviment horitzontal, motoritzat, de l'intercalador seleccionava la rotació i la inclinació apropiades del capçal per a imprimir el caràcter desitjat.
Les tecles:espai, guió/guió baix, índex, retrocés i avanç de línia es repetien contínuament ( auto-repetició ) quan se les mantenia pressionades. Aquesta característica va ser anomenada "Typamatic"..

## Disseny
La Selectric va ser introduïda l'23 de juliol de 1961. El seu disseny industrial fou del dissenyador nord-americà Eliot Noyes. Noyes va treballar en nombrosos projectes de disseny de'IBM; previ al seu treball en la Selectric, Thomas J. Watson, Jr li havia encarregat el 1956, crear el primer estil de casa d'IBM; aquests influents treballs, en els que van col·laborar amb Noyes els dissenyadors Paul Rand, Marcel Breuer i Charles Eames, s'han anomenat el primer programa d'"estil de casa" de les empreses nord-americanes.
Tant la Selectric i la posterior Selectric II eren models amb ample de carro estàndard, mitjà, i ample i en diversos colors, incloent vermell i blau, a més dels tradicionals colors neutres.
Mecànicament, la Selectric va prendre manllevats alguns elements de disseny d'una màquina d'escriure de joguina produït anteriorment per Marx Toys. IBM va comprar els drets del disseny. La bola dels tipus i el mecanisme del carro tenien un disseny similar als del Teletype Model 26 (i posteriors), que feia servir un cilindre rotatori que es movia al llarg d'un eix fixe.
El mecanisme que posiciona l'element impressor (la "bola") és parcialment binari, i inclou dos convertidors digital-analògics mecànics, que estan enllaçats de manera semblant al sistema usat per sumar i restar en els ordinadors analògics. Cada caràcter té els seus propis codis binaris, un per a la inclinació i un altre per a la rotació.
Quan el mecanògraf pressiona una tecla, descobreix una barra de metall per a aquesta tecla. La barra és paral·lela a un costat del mecanisme. Aquesta barra té diverses projeccions curtes ("dits"). Només alguns dels dits estan presents per a un codi donat, els corresponents al codi binari del caràcter desitjat.
Quan la barra de la tecla es mou, les seves projeccions empenyen un segon joc de barres que s'estenen a tot el llarg del mecanisme del teclat, cada barra correspon a un bit. Totes les barres de les tecles contacten amb algunes d'aquestes barres transversals. Les barres que es mouen, per descomptat, defineixen el codi binari.
Les barres que s'han mogut formen lleves en l'eix de transmissió (que és rotatiu) per moure els extrems de les barres d'enllaç, que sumen (afegeixen junts) les quantitats ("pesos") de moviment corresponent als bits seleccionats. La suma dels pesos d'entrada és el moviment requerit de l'element impressor. Hi ha dos jocs de mecanisme similars, un per inclinar, i l'altre per rotar. La raó per això és que l'element impressor (la "bola") té quatre files de 22 caràcters cadascuna. Inclinant i rotant l'element impressor es localitza el caràcter desitjat, i l'element pot enviar contra el paper, per imprimir el caràcter seleccionat.
El motor estava situat a la part posterior i movia un eix doble, col·locat aproximadament al mig de la màquina, mitjançant una corretja. L'Eix de Cicle, situat a l'esquerra, donava energia per inclinar i girar l'element impressor. L'Eix Operacional, situat a la dreta, lliurava energia per a l'espaiat, el retrocés i el desplaçament. Addicionalment, l'Eix Op era usat com a governador, limitant la velocitat en sentit esquerra-dreta amb la qual es movia el carro. Una sèrie d'arpes de ressort eren usats per a proveir moviment necessari per realitzar funcions com el retrocés. L'Eix de Cicle rotava quan una arpa de ressort era alliberada, movent una sèrie de lleves el moviment rotatori era convertit en moviment d'esquerra a dreta per l'arbre d'enllaços. El sistema era molt dependent de l'ajust i la lubricació del mecanisme, i gran part dels ingressos d'IBM van venir de la venda de contractes de Serveis. Reparar la màquina era bastant car, de manera que els contractes de servei es venien bastant fàcilment.
La ubicació dels caràcters en l'element impressor no era aleatòria. Els signes de puntuació i subratllat estaven situats expressament en la posició que requeria una major quantitat d'energia per inclinar i girar l'element impressor, reduint d'aquesta manera la força amb què la bola colpejava el paper, disminuint la probabilitat que es perforés el paper. Més tard, es va agregar un mecanisme expressament dissenyat per tal de reduir la força d'impacte dels signes de puntuació.
Els moviments d'inclinació i rotació eren transferits al carro de la bola, que es movia en tot l'ample del full, mitjançant dues cintes de metall tensades, una per la inclinació i l'altra per a la rotació. Les cintes estaven ancorades al costat dret del carro (l'artefacte sobre el qual està ubicada la bola de tipus). Les dues cintes envoltaven politges separades a la dreta de la màquina. Després passaven per darrere del carro i envoltaven dues politges separades situades a l'esquerra de la màquina. La cinta d'inclinació estava ancorada una petita politja d'un quart de circumferència la qual, a través d'un engranatge, movia l'anell d'inclinació a una de les 4 posicions possibles (l'anell d'inclinació és el dispositiu que connecta a la bola de tipus). La cinta de rotació envolta una politja carregada amb un ressort localitzada al centre del carro. La politja de rotació, sota l'anell d'inclinació, és connectada mitjançant una junta universal (anomenada "os de gos", semblava un os petit) a la part central de l'anell d'inclinació. La bola de tipus és sostinguda per un ressort al pal central. La bola de tipus gira en sentit antihorari quan la cinta de rotació és tensada. El ressort (del tipus corda de rellotge) sota la politja de rotació gira l'element impressor en la direcció de les agulles del rellotge. A mesura que el carro es mou en tot l'ample del full (i quan torna), les cintes es mouen a través d'unes politges, però la politja carregada pel ressort no pivota ni gira.
Per posicionar la bola, les dues politges a l'esquerra de la màquina són mogudes per l'arbre d'enllaços. Quan la politja de rotació és moguda a l'esquerra oa la dreta, la cinta de rotació mou la bola a la posició indicada. Quan la politja d'inclinació es mou, mou l'anell d'inclinació a la ubicació apropiada. Quan es mou, la cinta trencada la politja carregada amb ressort al carro de la bola independentment de la ubicació del carro en el full.
El canvi entre majúscules i minúscules es feia girant l'element impressor exactament mitja volta. Això es feia movent la politja de gir a la dreta usant una lleva muntada a l'extrem de l'eix d'operació.
Hi havia una Selectric amb espaiat proporcional anomenada "Composer" que podia retrocedir uns 40 caràcters també en forma proporcional. El codi de l'espai dels últims caràcters teclejats eren emmagatzemats en petites plaques lliscants en una roda de transport.

## Selectric II
Tan bon punt la Selectric II fos introduïda, uns anys després, el disseny original va ser denominat, de forma retroactiva, Selectric I. Aquest model usava el mateix element impressor de 88 caràcters. No obstant això diferien una d'una altra en molts aspectes:
- La Selectric II era en les seves cantonades quadrades, mentre que la Selectric I les tenia rodones.
- La Selectric II tenia una opció de Doble Espaiat que permetia seleccionar (mitjançant una palanca en l'extrem esquerre del "carro") entre 10 i 12 caràcters per polzada (3,9 i 4,7 caràcters per cm), mentre que la Selectric I tenia un espaiat fix.
- La Selectric II tenia una palanca (en l'extrem esquerre del "carro") que permetia desplaçar els caràcters mitjançant un espai a l'esquerra (per centrar un text, o inserir una paraula un caràcter més llarga o curta d'una paraula esborrada), mentre que la Selectric I no ho tenia. Aquesta opció està disponible només en els models amb doble espaiat.
- La Selectric II tenia la característica d'esborrat opcional, mentre que la Selectric I no. Treballava amb una cinta de correcció: podia ser la cinta "Lift-Off" transparent i lleugerament adhesiva (per a ús amb cintes "Correctable Film"), o la cinta blanca "Cover-Up" (per a cintes de tela o Tech-3). La cinta de correcció blanca o transparent estava a l'esquerra de la bola de tipus, i el seu rodet receptor taronja estava a la dreta, i era canviada independentment de la cinta entintada. La tecla de correcció (una tecla addicional en l'extrem inferior dret del teclat) retrocedia el carro una posició i col·locava la màquina en una manera on el següent caràcter teclejat usava la cinta de correcció en lloc de la cinta normal, i a més no avançava el carro. El mecanògraf podia estrènyer (i deixar anar) la tecla de correcció, tornar a teclejar el caràcter equivocat, aixecant-ho de la pàgina (si usava una cinta de tela) o cobrint-la amb pols blanca, llavors podia teclejar el caràcter correcte. Qualsevol error podia corregir-se amb aquest mètode, però el procés era enterament manual a causa que la màquina no memoritzava els caràcters teclejats. Les màquines amb l'opció de correcció eren conegudes com a "Correcting Selectric II," com si fossin un model completament diferent.

## Cintes
Addicionalment a la tecnologia de "bola de tipus", les Selectrics van ser també associades amb una sèrie d'innovacions en el disseny de les cintes. La Selectric original podia sol·licitar-se per usar tant la cinta de tela reutilitzable com la cinta de pel·lícula de carbó d'un sol ús; no podien usar-se les dues en la mateixa màquina. Això també era vàlid per la Selectric II sense correcció. IBM va usar una cinta similar de pel·lícula de carbó per a la sèrie de màquines d'escriure "Executive", més antigues. Igual que en aquestes velles màquines, la cinta de carbó tenia un problema de seguretat en algunes situacions: podia llegir-se en la cinta el text que s'havia escrit, en la qual les lletres apareixien clares sobre un fons negre.
La naturalesa "Corregible" de la cinta de pel·lícula de carbó de la Correcting Selectric II tenia una característica addicional, en la qual el pigment de carbó podia remoure's fàcilment d'un paper mecanografiat, permetent fer canvis no autoritzats en el text.
La Correcting Selectric II usava un nou mecanisme de cartutx de cinta. Les cintes eren més àmplies que les que s'havien utilitzat anteriorment, la qual cosa permetia escriure més caràcters per centímetre de cinta. Els caràcters successius eren escalonats en la cinta, la qual avançava menys d'un caràcter cada vegada. Les Correcting Selectric II podien usar qualsevol dels tres tipus de cinta, les quals venien en cartutxos similars: Cinta de tela reusable juntament amb la cinta "Cover-Up" de correcció; o la cinta de pel·lícula de carbó ("Correctable Film") al costat de la cinta "Lift-Off" per a correcció; i la cinta permanent "Tech-3", introduïda més tard, la qual usava la mateixa cinta de correcció Cover-Up usada en els models anteriors de cinta de tela. La cinta Tech-3 era reemplaçada per cintes de tela, la que oferia una qualitat d'impressió similar a la cinta de pel·lícula, però a un cost comparable al de la cinta reutilitzable.
La cinta Tech-3 proveïa una vida major i més seguretat que la cinta de pel·lícula de carbó. Igual que la cinta de tela, les cintes Tech-3 avançaven només una fracció de l'ample del carcter amb cada tecleig. A diferència de la cinta de tela, la cinta Tech-3 proveïa alta qualitat d'impressió fins i tot quan el caràcter copejava diverses vegades en el mateix lloc de la cinta d'un només ús. A causa que les lletres copejaven diverses vegades una sobre una altra en el mateix lloc, no podia llegir-se el que s'havia escrit en el document llegint la cinta.
Addicionalment, la cinta "Correctable Film" (de pel·lícula de carbó) no podia usar-se per a documents com a xecs a causa que era fàcil aixecar la tinta del document, la impressió de la cinta Tech-3 era permanent, fins i tot immediatament després d'haver copejat el paper. També estava disponible en diversos colors (i.g. marró).
Hi havia quatre classes de cintes de pel·lícula de carbó per a la sèrie Selectric II. Els rodets de cinta eren codificats amb colors perquè siguin fàcilment identificables i poder triar la cinta correctora apropiada. Hi havia dues cintes per usar amb la "lift-off" de correcció, una de color groc, i l'altra taronja. La groga indicava que la cinta era de qualitat superior i podia produir un escrit de maig qualitat. La taronja era de propòsit general, per al treball diari. Les cintes de correcció "lift off" (grogues i taronja), podien treballar tant amb les cintes de tinta de tots dos colors, a causa que ambdues treballaven amb adhesiu i eren capaços d'aixecar la tinta del paper. Posteriorment va haver-hi una versió menys "adhesiva" per usar en paper més delicat, però la gent creia que no podia esborrar correctament la tinta. Al marge, si s'esgotava la cinta de correcció, podia usar-se un tros de cinta adhesiva (com la cinta Scotch) per corregir un error.
La cinta Tech-3, descrita anteriorment, estava codificada de blava i la cinta de pel·lícula de carbó d'alta qualitat estava codificada de rosa. La cinta amb codi rosa podia usar-se en documents problemàtics a causa que la tinta no era fàcilment removible del paper, i donava una imatge més clara i nítida que la cinta Tech-3. La cinta de correcció per a elles treballava cobrint els caràcters escrits amb tinta blanca. això feia complicat corregir en un altre paper que no fos blanc.

## Màquines basades en la Selectric amb emmagatzematge de dades

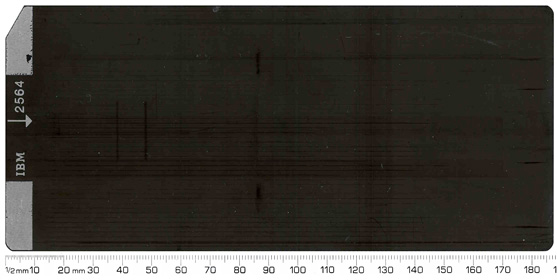
Targeta magnètica IBM.

El 1964 IBM va introduir la "Magnetic Tape Selectric Typewriter" (en català:Màquina d'Escriure Selectric de Cinta Magnètica) i el 1969, la "Magnetic Card Selectric Typewriter" (Selectric de Targeta Magnètica). De vegades eren nomenades "MT/ST" i "MC/ST", respectivament. La MC/ST estava també disponible en una versió de "comunicació" que emulava un terminal IBM 2741. Aquesta característica interconnectava un mecanisme de teclat amb un dispositiu d'emmagatzematge magnètic (tant la cinta magnètica en un cartutx, com una targeta magnètica de la mateixa grandària que la targeta perforada de 80 columnes) per gravar, editar i reproduir material a una velocitat propera als 12-15 caràcters per segon.
Aquestes màquines van ser les primeres en oferir una forma de processament de text. Usaven els mateixos elements que les Selectric ordinàries d'oficina.
IBM també va vendre un lector de cinta, que podia connectar-se als mainframes IBM 360, i podien llegir les cintes MT/ST. Per tant, un document mecanografiat en una Selectric MT/ST podia ser transferit a un arxiu de dades del mainframe.

## Selectric Composer

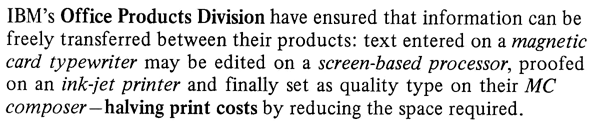
Sample of IBM Magnetic Card Composer output (Press Roman 10pt font family).

El 1966, IBM va llançar la Selectric Composer. Aquesta Selectric molt modificada produïa còpies llestes per a la fotocomposició usant tipografies proporcionals en una àmplia varietat d'estils de pòlissa, des de 8 a 12 punts. Material preparat en una màquina ben ajustada per un operador hàbil i fet sobre paper recobert de barita (sulfat de bari) "portaria a un expert a dir... no està fet amb una màquina de linotype o monotype".
Igual que la Varityper amb la que competia, la màquina original requeria que el text a processar fos teclejat dues vegades si es volia justificació. La primera vegada era per mesurar el llarg de la línia i calcular els espais, gravant les mesures especials en el marge dret. La segona vegada que es teclejava, l'operador usava les mesures per justificar cada línia. El procés era llarg i tediós, però proveïa una forma d'obtenir una còpia feta en una màquina d'escriptori amb espaiat proporcional i justificada llista per a la fotocomposició.
Els elements de la Selectric Composer podien ser col·locats físicament en la Selectric, i viceversa, però en la pràctica no podia fer-se: els caràcters estaven col·locats en forma diferent en l'element impressor i estaven posicionats en una altra forma a cada àrea del caràcter. Els elements de la Selectric Composer podien ser identificats per una fletxa índex de color (el color s'emprava per establir una ample mitjà del caràcter) i una sèrie de lletres i nombres abreujats identificaven la tipografia, la grandària i variacions, per exemple "UN-11-B" indicava Univers 11 punts negreta (Adrian Frutiger va adaptar la seva tipografia Univers especialment per a la Selectric Composer).
El 1967, va aparèixer la "Magnetic Tape Selectric Composer" (Selectric Composer amb Cinta Magnètica), i el 1978, la "Magnetic Card Selectric Composer" (Amb Targeta Magnètica). L'"Electronic Composer" (amb memòria interna de prop de 5.000 caràcters i similar al posterior model Magnetic Card però sense emmagatzematge extern) va ser comercialitzada des de 1975. Tots aquests models usaven el mateix mecanisme de mesurament i elements que la Selectric Composer. No obstant això, a causa de l'emmagatzematge intern/magnètic, evitaven teclejar dues vegades el text o ajustar el mecanisme per justificar cada línia. A més, les cintes i targetes gravades en la molt més econòmica i fàcil d'usar Selectric MT/ST o MC/ST, podien ser llegides per les seves "Composer" equivalents.

## Selectric III
En els anys '80 IBM va introduir la Selectric III  i diversos models més de Selectric, alguns d'ells eren processadors de texts o tipogràfics en lloc de màquines d'escriure, però per a aquells temps la resta de la indústria s'havia posat a l'altura, i els nous models d'IBM no van dominar el mercat com ho havia fet el primer model de Selectric. Això era d'esperar, i a finals de la dècada de 1970 el domini de la Selectric estava sota l'assalt de les màquines d'escriure amb memòria incorporada, espaiat proporcional i 35-45 caràcters per segon (per exemple la 800 de Xerox basada a la 'margarida' de Diablo i en les OEM de Qume les quals tenien una tecnologia d'impressió semblant) i en els sistemes basats en CRT de AES, Lexitron, Vydek, Wang i Xerox (vegeu l'article Processador de text). Addicionalment, IBM havia entrat (c. 1977) en el mercat amb l'Office System/6 basat en CRT (de la Divisió de Productes d'Oficina) i el 5520 (d'IBM GSD), els quals usaven la nova impressora de raig de tinta model 6640 de 96 caràcters per segon amb dues safates de paper i una sofisticada manipulació d'aquest, i estava a punt d'introduir les impressores basades en Qume per l'existent System/6 i el nou DisplayWriter llançat el juny de 1980 i descrit per IBM com " no és la Selectric del teu pare ".
No obstant això, IBM tenia una gran base instal·lada de màquines d'escriure Selectric i retenir la lleialtat del client feia que tingués sentit introduir models actualitzats.
La Selectric III incorporava un element impressor de 96 caràcters en lloc de l'anterior de 88. La sèrie de "Màquines d'Escriure Electròniques" d'IBM usaven aquest mateix element de 96 caràcters. L'element de 96 caràcters podia ser identificat pel color groc a la part superior i la inscripció "96", la qual apareix sempre al costat del nom de la tipografia i la mida. Les "boles" de 96 i de 88 caràcters eren incompatibles entre elles (no es podien posar un model a la màquina de l'altre model), i l'element de 96 caràcters no estava disponible en tanta varietat de tipografies com el vell tipus de 88 caràcters .
La majoria de les Selectric III i de les Màquines d'Escriure Electròniques tenien tecles només per 92 caràcters imprimibles, el teclat de 96 caràcters era una característica opcional. Posar les tecles addicionals requeria treure la tecla de retorn, i això era molest per a molts mecanògrafs, de manera que no era la configuració per defecte. Les tecles superiors de la Selectric III i de les Màquines d'Escriure Electròniques "eren més grans i quadrades que les dels primers models de Selectric.

## Elements i tipografies
La Selectric I, Selectric II, i totes les variants de "Targeta Magnètica" i "Cinta magnètica", excepte les de la Composer, usaven el mateix element d'impressió. Hi havia disponible una àmplia varietat de tipografies, incloent símbols d'ús científic i matemàtic, estils per ROC per a ser escanejats per computadores, escriptura cursiva, tipografies antigues (Fraktur), i més d'una dotzena d'alfabets. La Selectric III i les "Màquines d'Escriure Electròniques" usaven el nou element de 96 caràcters.

### Tipografies petites (espaiat 12)
- Elite 72
- Acte Elite
- Large Elite (12)
- Prestige Elite 72
- Prestige Elite 96*
- Adjutant
- Artisan
- Contempo
- Courier (12)
- Courier Italic
- Courier Italic 96*
- Forms
- Letter Gothic
- Letter Gothic 96*
- Light Italic
- OCR
- Olde World
- Oriental
- Presidential Elite
- Report 96 (12)*
- Scribe
- Scribe 96*
- Script
- Symbol

### Tipografies grans (espaiat 10)
- Pica 72
- Prestige Pica 72
- Pica 96*
- Advocate
- Boldface
- Bookface Academic 72
- Business Script
- Courier (10)
- Courier 96 (10)
- Bold Courier (10)
- Delegate
- Delegate 96*
- Manifold
- Orator
- Sunshine Orator
- Orator 96*
- Orator Presenter
- Presidential Pica
- Report 96 (10)*
- Title

Els elements de 96 caràcters es feien amb les tipografies més demanades.
Moltes de les tipografies llistades eren a moltes sub-variants. Per exemple, en els primers anys de la Selectric, els mecanògrafs usaven la lletra L minúscula per al número 1. La Selectric tenia una tecla dedicada per a l'1/!, però estava marcada també com [/], i moltes de les primers versions tenien claudàtors en aquesta posició, obligant als mecanògrafs a seguir amb la convenció antiga. Les versions posteriors estaven orientades a usar l'1 i el signe d'exclamació en el seu lloc. Algunes tenien els claudàtors en el lloc ocupat pels signes de fraccions 1/4 i 1/2, mentre que altres senzillament, no els tenien. Alguns tenien el símbol de grau en el lloc del signe d'exclamació. IBM podia crear qualsevol "bola" per un preu addicional, de manera que les variants no tenien límits. Els elements personalitzats tenien la palanca de bloqueig de plàstic de color gris, en lloc de negra.
Molts elements especialitzats no estaven llistats en els tríptics d'IBM, però estaven disponibles, sempre que es conegués el número de peça correcte. Per exemple, estava disponible la "bola" per al llenguatge de programació APL. En realitat, aquest element estava pensat per a usar-se amb la impressora-terminal IBM 2741.

## La Selectric com a terminal de computadora
Per raó de la seva velocitat (14,8 caràcters per segon), immunitat al xoc de tecles, trajectòria del paper lliure de problemes, impressió d'alta qualitat i fiabilitat, els mecanismes basats en la Selectric van ser àmpliament usats com a terminals d'ordinador, reemplaçant els teletips i els vells models de tipus en forma de barra. Un exemple popular va ser la terminal IBM 2741, la qual va ser una important figura en els primers anys del llenguatge de programació APL. Màquines similars com la sèrie IBM 1050 van ser usades com consoles d'impressores en moltes computadores, com la IBM 1130 i la sèrie System/360.
Malgrat les aparences, aquestes màquines no eren simples màquines Selectric amb un connector RS-232 agregat. Una Selectric és una meravella mecànica i de producció, però no un producte electrònic. Com moltes màquines d'escriure i màquines de sumar elèctriques de la seva època, les Selectric eren dispositius  electromecànics : els únics components elèctrics eren el cable de corrent, el botó d'encesa i el motor elèctric. El motor elèctric funcionava contínuament. Les tecles no eren botons elèctrics, i no formaven un teclat d'ordinador. En pressionar una tecla no es generava un senyal elèctric, es connectaven una sèrie de barres i enllaços en el mecanisme que connectaven el motor amb el mecanisme d'inclinar i girar l'element impressor. Una Selectric podia treballar igual de bé si es teclejava a suficient velocitat.
Adaptar aquest mecanisme a les necessitats d'entrada/sortida d'un ordinador no era una cosa trivial. El teclat i el mecanisme d'impressió estaven mecànicament separats (per la qual cosa pressionar una tecla no necessàriament produïa una impressió en forma immediata), es van agregar micro-interruptors al teclat i solenoides per permetre a l'ordinador activar el mecanisme de impressió per cada tecla, també va ser necessària una interfície electrònica. Diversos components mecànics, en particular el motor i l'eix principal, van ser actualitzats per millorar la fiabilitat en una operació contínua. Es van afegir micro interruptors per detectar l'estat de diverses parts del mecanisme, com les majúscules/minúscules.
Fins i tot després d'afegir tots aquests solenoides i interruptors, aconseguir que la Selectric pugui connectar amb un ordinador va ser un projecte gran. El mecanisme de la Selectric, documentat en el seu manual de servei, tenia diversos requeriments peculiars. Si s'intentava bloquejar les majúscules i ja es trobava en aquesta condició el mecanisme es bloquejava i no indicava que ja estava fet. El mateix ocorria per a la direcció de la cinta o per iniciar un retorn de carro. Aquestes comandes només podien fer en un moment determinat, amb la Selectric en un estat en particular, i no podien repetir fins que el terminal assenyalava que l'operació va ser completada.
A més, la Selectric no parlava ni ASCII ni EBCDIC, parlava un codi únic basat en les comandes per inclinar/rotar la "bola". Això i la interfície paral·lela, a més d'uns requeriemientos de temps peculiars, feien que la Selectric no pogués connectar directament a un mòdem. De fet, necessitava una lògica relativament gran per reconciliar els dos dispositius.
Particularment irritant era la falta d'un conjunt de caràcters ASCII complet. Bob Bemer va escriure poc abans de morir que mentre treballava per IBM, van pressionar sense èxit per expandir l'element d'impressió a 64 caràcters, dels 44 originals. La Selectric efectivament proveïa un conjunt de 44 caràcters, però el punt és que amb 88 caràcters imprimibles, no es podia imprimir el conjunt ASCII complet.
No obstant això, entre 1968 i 1980 aproximadament, una impressora basada en la Selectric era relativament barata, i una forma molt popular de tenir una sortida d'alta qualitat des d'un ordinador.
L'element de 96 caràcters introduït amb la Selectric III i les màquines d'escriure electròniques podien (amb algunes modificacions) gestionar el joc de caràcters ASCII complet, però en aquells moments la indústria de la computació es va inclinar pel sistema de margarida, molt més ràpid i simple, com la Diablo 630. La indústria de les màquines d'escriure va seguir la tendència poc després, fins i tot quan IBM va reemplaçar la seva línia Selectric amb la sèrie "Wheelwriter" basada en el mecanisme de margarida